# Caenagnesia bocki
Caenagnesia bocki is een zakpijpensoort uit de familie van de Agneziidae. De wetenschappelijke naam van de soort is voor het eerst geldig gepubliceerd in 1938 door Ärnbäck-Christie-Linde.